# Estany de Baix de Baciver
L'estany de Baix de Baciver és un estany al Pirineu català, a la part baixa del Circ de Baciver, al massís de Beret. Si bé l'estany geogràficament és al vessant atlàntic de la serralada, administrativament forma part del municipi d'Alt Àneu, al Pallars Sobirà. L'estany està inclòs en el Parc Natural de l'Alt Pirineu. El Cap de Vaquèira està situat al sud de l'estany.
L'estany té una superfície de 5,5 hectàrees i ésa una altitud de 2.125 metres. L'estany rep aigua de dos rius:
- L'emissari dels estanys de Dalt de Baciver, que desaigua a la dreta de l'estany de Baix.
- Riu Malo, procedent de l'estany d'Escornacabres, situat més amunt el riu Malo també desguassa l'estany de Baix de Baciver per baixar cap el Pla de Beret i desguassa al riu Ruda.

L'any 1991 es va construir la presa de l'estany de Baix de Baciver per regular el subministrament d'aigua per fer neu artificial a l'estació d'esquí de Baqueira Beret. Aquesta construcció va implicar un augment del nivell d'aigua de l'estany de 3,5 metres, que va afectar de forma notable les plantes que viuen submergides en l'aigua de l'estany. La recuperació ha estat molt lenta i parcial. S'ha estimat que en el període de vint anys després de la construcció de la presa la comunitat dominada per l'espargani de muntanya i acompanyada per petits isòets, ha ocupat tot l'espai potencial. De forma diferent, l'espècie perenne Isoetes lacustris va molt més lenta en l'ocupació i s'estima que trigarà uns seixanta anys més a ocupar tot el seu nínxol potencial.